# Caxias Shopping
O Caxias Shopping é um centro comercial localizado no município de Duque de Caxias, na Baixada Fluminense, na Grande Rio de Janeiro, no Estado do Rio de Janeiro. Foi inaugurado em 11 de novembro de 2008.

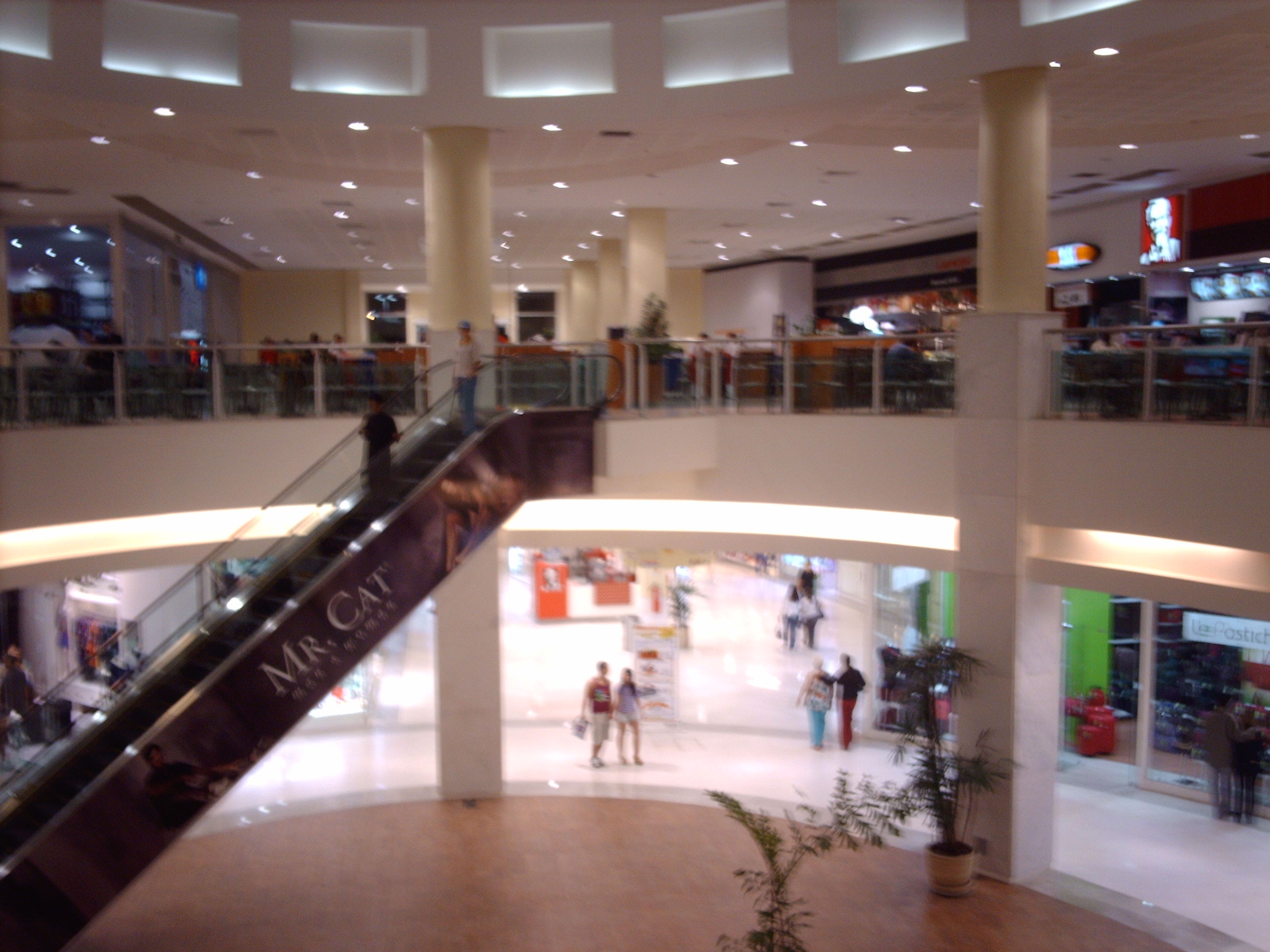
Interior do shopping

O shopping conta com aproximadamente 160 lojas, 6 salas de cinema Cine Araújo, 4 âncoras e 4 mega lojas numa área construída de 44.000 m², o shopping é localizado no 9° maior município do país e margens de uma das principais rodovias federais do país que liga a Brasília ao Rio de Janeiro, a Washington Luís ou BR-040. Possui 1500 vagas de estacionamento, além de uma estação de tratamento de águas própria.
Possui 20 restaurantes, ampla praça de alimentação, 5 banheiros públicos, 4 escadas rolantes, serviço de táxi.